# Гармоническая прогрессия
В математике гармоническая прогрессия (или гармоническая последовательность) — это прогрессия, образованная обратными элементами арифметической прогрессии.
Эквивалентное определение — это бесконечная последовательность вида
{\displaystyle {\frac {1}{a}},\ {\frac {1}{a+d}}\ ,{\frac {1}{a+2d}}\ ,{\frac {1}{a+3d}}\ ,\cdots ,}
где a не равно нулю и −a/d не натуральное число, или конечная последовательность вида
{\displaystyle {\frac {1}{a}},\ {\frac {1}{a+d}}\ ,{\frac {1}{a+2d}}\ ,{\frac {1}{a+3d}}\ ,\cdots ,{\frac {1}{a+kd}},}
где  a≠0, k — натуральное число −a/d — не натуральное число или больше k.

## Примеры
- 1, 1/2, 1/3, 1/4, 1/5, 1/6
- 12, 6, 4, 3, {\displaystyle {\tfrac {12}{5}}}, 2, … , {\displaystyle {\tfrac {12}{n}}}, …
- 30, −30, −10, −6, − {\displaystyle {\tfrac {30}{7}}}, … , {\displaystyle {\tfrac {10}{1-{\tfrac {2n}{3}}}}}
- 10, 30, −30, −10, −6, − {\displaystyle {\tfrac {30}{7}}}, … , {\displaystyle {\tfrac {10}{1-{\tfrac {2(n-1)}{3}}}}}

## Сумма гармонической прогрессии
Бесконечные гармонические прогрессии не суммируемы (в смысле бесконечной суммы).
Для гармонической прогрессии невозможно при различных единицах дробей (кроме случаев с a = 1 и k = 0) иметь сумму, равную целому числу. Причина в том, что  по крайней мере один знаменатель прогрессии будет делиться на натуральное число, на которое не делится любой другой знаменатель.